# Опасное наваждение
«Опасное наваждение» или «Дьявольский мёд» или «Одержимость дьяволом» (англ. Dangerous Obsession, итал. Il miele del diavolo) — история об ужасах режиссёра Лучо Фульчи, снятая им в виде эротического триллера о сексуальной мести.

## Сюжет
По оплошности доктора Симпсона на операционном столе умирает молодой саксофонист Джонни, получивший тяжёлые травмы после падения с мотоцикла. Его девушка Джессика похищает врача, которого считает виновным в смерти Джонни. В пляжном домике она сажает его на цепь и начинает дьявольские пытки.

## В ролях
- Бретт Хэлси — доктор Уэнделл Симпсон (в итальянской версии — Гвидо Доменичи)
- Коринн Клери — Кэрол Симпсон (Кароль Доменичи)
- Бланка Марсильяч — Джессика (Сесиль)
- Стефано Мадиа — Джонни (Гаэтано)
- Паола Молина — Сандра
- Бернард Серай — «Никки»
- Лучо Фульчи — продавец браслетов (в титрах не указан)
- Эулалия Рамон — проститутка (в титрах не указана)

## Восприятие
Гонзо-теоретик и кинокритик Эрих Керстен назвал фильм Фульчи «отвратительной психосексуальной картиной». По его мнению, Бланка Марсильяч «просто великолепна в роли Джессики», в то же время Хэлси и Клери играют хорошо, но иногда слишком переигрывают. Майкл Дж. Уэлдон в своей книге 1996 года «Психотронный видеогид» отмечал, что фильм Фульчи во многом подражателен ленте «Девять с половиной недель» и «даже имеет персонажа-саксофониста, который пытается выглядеть как Микки Рурк». Руди Сальваньини в своём обзоре для MYmovies.it оценил фильм на 2,5 звезды по 5-балльной шкале. Он отметил, что Фульчи определённо имел трудности со съёмками по причине ограниченности бюджета и проблем со здоровьем. По словам Саваньини, «тем, кто привык ассоциировать имя Лучо Фульчи с ужасом, может показаться странным видеть его подпись на этом болезненном эротическом софткоре, но не следует забывать, что Фульчи был режиссёром многих, если не всех, жанров».